# Jean-Marc Ligny
Œuvres principales
- Jihad
- La Mort Peut Danser
- Les Oiseaux de lumière
- Inner city
- Aqua™
- Exodes
- Semences

Jean-Marc Ligny, né le 13 mai 1956 à Paris, est un écrivain français de science-fiction et fantastique.

## Biographie
Jean-Marc Ligny publie sa première nouvelle en 1978 dans l'anthologie Futurs au présent de Philippe Curval. Temps blancs, son premier roman, paraît l'année suivante. Il s'agit d'une œuvre étrange, plutôt expérimentale, qui use d'une narration éclatée au service d'une ambiance plus que d'une intrigue.
Depuis, il a écrit près d'une quarantaine de romans, dont une dizaine pour la jeunesse.
Une de ses œuvres les plus surprenantes est Yurlunggur, qui intègre des concepts de la mythologie australienne, dont Yurlungur et le temps du rêve, pour former un roman fantastico-ethnique. Citons aussi La mort peut danser, hommage au groupe Dead Can Dance.
Jihad, qui décrit une France du futur proche aux mains d'un pouvoir fasciste, a reçu le prix Rosny aîné 1999, et a été publié en Italie sous le titre Guerra santa (éditions Fanucci). Les Oiseaux de lumière, space opera en collaboration avec Mandy, a obtenu le prix Tour Eiffel 2001.
Son roman Aqua™, paru en 2006, décrit la lutte d'un petit pays d'Afrique contre une multinationale pour la possession de la ressource la plus précieuse qui soit : l'eau potable, dans un contexte de réchauffement climatique global. Il a reçu le prix Bob Morane 2007 du meilleur roman francophone, le prix Rosny aîné 2007, le prix Julia-Verlanger 2007 et le prix Une autre Terre 2007, remis au festival Imaginales d'Epinal pour le meilleur roman traitant d'écologie de l'année. Il a été publié en 2008 en Allemagne (sous le même titre) chez Lübbe, et en 2009 en Chine (sous le même titre également) chez Yunnan Education Publishing.
En 2011, il écrit la préface pour Docteur Jeep, le premier recueil de nouvelles de son ami Patrick Eris.
En 2012 sort Exodes, qui reprend le thème du réchauffement climatique en le poussant à son extrême, au point où le climat s'emballe et où la Terre devient une planète hostile à la vie. L'humanité est condamnée à court terme et elle le sait. Nous suivons les itinéraires de six personnages qui, chacun à sa manière, tentent de trouver une issue ou une raison de vivre. Mais il n'y a plus d'issue, ni de raison de vivre… Roman profondément noir, Exodes a été salué par la critique pour sa force d'évocation. Ce roman a reçu le prix Européens, aux Utopiales 2013.

## Œuvres

### Séries
- Les Voleurs de rêves (éditions Fleuve noir, collection Anticipation)
  - Les Semeurs de mirages (1989)
  - L'Art du rêve (1989)
  - À la recherche de Faërie (1989)
  - Labyrinthe de la nuit (1989)
  - Hypnos et psyché (1989)
  - Traqueurs d'illusions (1990)
- Les Guerriers du réel (Le Livre de poche, collection Science-fiction). Cette série est une réédition revue et corrigée des romans Slum City (1996), Le Chasseur lent (1998) et Les Guerriers du réel (1999) parus aux éditions Hachette, collection Vertige SF. Elle comporte un roman inédit.
  - Un piège mortel (2007)
  - Le Traqueur (2007)
  - Les Semeurs de mirages (2007)
  - Les Fabricants de rêves (2007)

### Romans
- Temps blancs (1979), éditions Denoël, collection Présence du futur
- Biofeedback (1979), éditions Denoël, collection Présence du futur
- Furia ! (1982), éditions Denoël, collection Présence du futur
- Yurlunggur (1987), éditions Denoël, collection Présence du futur
- D.A.R.K. (1988), éditions Denoël, collection Présence du futur
- Kriegspiel (1988), éditions Fleuve noir, collection Anticipation, en collaboration avec D. Goult
- Dreamworld (1988), éditions Fleuve noir, collection Anticipation, en collaboration avec D. Goult
- Le Voyageur perdu (1989), éditions Bayard / Je Bouquine (roman jeunesse)
- Rasalgheti (1990), éditions Fleuve noir, collection Anticipation, La saga d'Oap Täo-1, Chroniques des nouveaux mondes
- Apex (M57) (1990), éditions Fleuve noir, collection Anticipation, La saga d'Oap Täo-2, Chroniques des nouveaux mondes
- Bérénice (1990), éditions Fleuve noir, collection Anticipation, La saga d'Oap Täo-3, Chroniques des nouveaux mondes
- Démons (1990), éditions Fleuve noir, collection Anticipation, Succubes-1
- Sorciers (1990), éditions Fleuve noir, collection Anticipation, Succubes-2
- Un été à Zedong (1991), éditions Fleuve noir, collection Anticipation, Chroniques des nouveaux mondes
- Albatroys (1991), éditions Fleuve noir, collection Anticipation, Chroniques des nouveaux mondes (2 volumes)
- Yoro Si (1991), éditions Denoël, collection Présence du fantastique
- L'Enfant bleu (1991), éditions Bayard / J'aime Lire, collection jeunesse
- Aqua (1993), éditions Fleuve noir, collection Anticipation
- Cyberkiller (1993), éditions Fleuve noir, collection Anticipation, réédition collection Métal (version révisée)
- La mort peut danser (1994), éditions Denoël, collection Présence du fantastique
- L'Île au nord du monde (1994), éditions Bayard / J'aime Lire, roman jeunesse
- Inner city (1996), éditions J'ai lu (Grand prix de l'Imaginaire 1997)
- Les Ailes noires de la nuit (1996), éditions Rageot, roman jeunesse
- La Fille de l'abbaye (1996), Liv'Éditions, roman jeunesse
- Slum city (1996), éditions Hachette, collection Vertige SF
- Jihad (1998), éditions Denoël, collection Présences (réédité en 2000 chez J'ai lu puis en 2017 chez L'Atalante, collection La Dentelle du cygne)
- Succubes (1998), éditions Fleuve noir, collection Légend, réédition révisée de Démons (1990) et Sorciers (1990)
- Dans la gueule du loup (1998), éditions Bayard / Je Bouquine, roman jeunesse
- Le Clochard céleste (1998), éditions Nathan, roman jeunesse
- Le Chasseur lent (1998), éditions Hachette, collection Vertige SF
- Le Chant des IA au fond des réseaux (1999), éditions Baleine, collection Macno
- Les Guerriers du réel (1999), éditions Hachette, collection Vertige SF
- Les Démons de Mamyvone (1999), éditions Nathan, collection Lune noire (réédité en 2006 sous le titre La Maison aux démons dans la collection Poche Fantastique)
- Le cinquième est dément (2000), éditions Baleine, collection Le Poulpe
- Les Oiseaux de lumière (2001), éditions J'ai lu, collection Millénaires, en collaboration avec Mandy (Prix Tour Eiffel 2001)
- Sables mouvants (2001), édition Hors Collection, en collaboration avec Jean-Luc Boivent (photographe)
- Razzia (2005), édition Rivière Blanche
- Aqua™ (2006), L'Atalante, collection La Dentelle du cygne
- La Ballade des perdus (2007), éditions Baleine, collection Le Poulpe
- Sur la route du Nord (2009), éditions Bayard / Je Bouquine, roman jeunesse
- Mal-morts (2010), L'Atalante, collection Le Maedre
- Exodes (2012), L'Atalante, collection La Dentelle du cygne ; prix Utopiales Européen 2013.
- Des yeux dans le ciel (2012), éditions Syros, collection Soon
- Semences (2015), L'Atalante, collection La Dentelle du cygne
- La Roche au démon : meurtres rituels en Bretagne (2016), éditions Wartberg, collection « Zones noires »
- Alliances, L'Atalante, coll. « La Dentelle du cygne », 2020
- Dix légendes des âges sombres, L'Atalante, coll. « La Dentelle du cygne », 2022

### Recueils
- Le Voyageur solitaire (1991), éditions Fleuve noir, collection Anticipation, Chroniques des nouveaux mondes
- Chroniques des Nouveaux Mondes (réédition des nouvelles chez ActuSF, collection Les 3 Souhaits) :
  - Le Voyageur solitaire (2008), contient : Le Voyageur solitaire, Le Traqueur d'extrêmes, Le Cas du chasseur, L'Astroport
  - Les Chants de glace (2009), contient : Labyrinthe de la Nuit, La Guerre de 3 Secondes, Les Chants de glace, Ogoun Ferraille

### Nouvelles
Par ordre chronologique de parution des nouvelles.
- Artesis comment ? (1978), in Futurs au présent, anthologie composée par Philippe Curval, éditions Denoël, collection Présence du futur
- Dulcimer (1978), in Fiction no 296
- Croyez vous au soleil ? (1979), in Libération
- L'Oiseau de silence (1980), in Libération
- Recordman (1980), in Fiction no 310
- Eros 2430 (1991), in Phenix 28
- Le Cas du chasseur (1992), in Phenix 30
- Avalon (1992), in Phenix 33
- 36.15 piège (1993), in Territoires de l'inquiétude-6, anthologie composée par Alain Dorémieux, éditions Denoël, collection Présence du fantastique
- Oui-ja (1994), in Phenix 36
- Labyrinthe de la nuit (1996), in Genèses, anthologie composée par Ayerdhal, éditions J'ai lu
- Enzo rôde à gain (1997), in Ozone spécial humour
- Vestiges de l'amour (1996), in Parallèles 5
- Traque dans Babylone (1997), in Villes au bord du futur, anthologie composée par Denis Guiot, éditions Hachette, collection Vertige SF
- Mamy voit des ovnis (1999), in Forces obscures, anthologie composée par Marc Bailly, éditions Naturellement
- ROM (1999), in Futurs antérieurs, anthologie composée par Daniel Riche, éditions Fleuve noir
- La Saison des amours (1999), in Utopia 1, anthologie composée par Stéphanie Nicot
- À bord des grands astronefs (1999), in Contes et légendes de l'an 2000, anthologie composée par Christian Grenier, éditions Nathan
- Cafard pété (2001), in Crachins, anthologie composée par Gérard Alle, éditions Baleine
- Présences (2001), in Ténèbres 14
- la Ballade de Silla (2001), in Eros millenium, anthologie composée par l'auteur, éditions J'ai lu
- La Guerre de trois secondes (2001), in Galaxies (magazine) 23
- L'Œil de Caïn (2002), in Pouvoirs critiques, anthologie composée par Jean Milleman, éditions Nestiveqnen
- L'Ouragan (2002), in Utopiae 2002, anthologie composée par Bruno Della Chiesa, éditions L'Atalante (publiée en Allemagne dans l'anthologie composée par Andreas Eschbach, Eine Trillion Euro)
- Lettre à Élise (2002), in Grains, anthologie composée par Gérard Alle, éditions Baleine
- Les Chants de glace (2003), in Rock stars, anthologie composée par Patrick Eris, éditions Nestiveqnen
- La Démone des batailles (2003), in Faëries no 11
- Le Dernier Survivant (2005) in Galaxies (magazine) no 37
- Aux portes de l'enfer (2006) in Lunatique no 72
- Exode (2008), in Divergences 001, anthologie de nouvelles uchroniques composée par Alain Grousset, éditions Flammarion Jeunesse, coll. Ukronie.
- Mission divine (2016), in Futurs insolites (2016).
- Le Désert (2018), in Galaxies nouvelle série, no 52/94.
- L'Île, Utopiales 2022, ActuSF, pages 69 à 84, 2022

### Anthologies
- Cosmic erotica (2000), éditions J'ai lu
- Eros millenium (2001), éditions J'ai lu

### Articles
- « La SF est-elle soluble dans le rock ? », in Le ventre et l'oreille no 5 : Spice Opera, 2020 ,  (ISSN 2650-3050).

## Résumés détaillés de quelques œuvres

### Des yeux dans le ciel
Roman de science-fiction paru en 2012. Publié aux Éditions Syros (collection Soon), il s'adresse à un public de lecteurs adolescents. Il évoque le choc de deux civilisations. Lors d'une période nommée les âges sombres, la Planète Terre a connu de terribles destructions (désastres écologiques, épidémies, guerres, dérèglement climatique, etc.). Plusieurs siècles plus tard, une population renaît, à un stade de développement primitif. Elle célèbre le culte de Mère-Nature, et se refuse à tout progrès technologique. Pendant ce temps, des humains se sont implantés sur la Planète Mars, y développant une civilisation hautement technologique, mais aussi extrêmement codifiée. De leurs observatoires, ils surveillent la manière dont évolue la vie sur Terre. Jasmin et Violette, deux jeunes terriens, rencontrent un jour un astronaute perdu, Kruger. Celui-ci sauve la vie de Jasmin attaqué par un tigre, mais tous trois sont bannis du village, et doivent s’enfuir. Après un long périple, ils atteignent le « pays de la Malemort », une région irradiée où le module spatial de Kruger a atterri. Ils doivent faire face aux « créatures des ruines », des humains dégénérés devenus dangereux, et Kruger est tué. Il a toutefois réussi à lancer un message d'alerte depuis son vaisseau, et de mystérieux sauveteurs arrivent juste à temps pour sauver Jasmin et Violette. Ceux-ci vont découvrir avec stupéfaction qu'ils s'agit de « Martiens », mais un choix se présente pour eux ; partir sur Mars ou revenir dans leur village terrien. Les chemins de Jasmin et Violette vont alors se séparer.

### La mort peut danser
Roman publié en 1994. Il est librement inspiré par la chanteuse australienne Lisa Gerrard et le groupe Dead Can Dance.

#### Interviews
- Richard Comballot, Au Travers du Prisme : Jean-Marc Ligny : De passion et de conviction, vol. 56, Saint-Mammès, Bifrost, octobre 2009 (ISBN 978-2-913039-53-7), p. 128-174
- Jérôme Vincent, Interview de Jean-Marc Ligny, ActuSF, juin 2008